# Галянич, Жарко
Жарко Галянич (хорв. Žarko Galjanić) — хорватский биатлонист, участник зимних Олимпийских игр 2002 года.

## Карьера
В Кубке мира дебютировал в сезоне 2001/2002 на этапе в австрийском Хохфильцене, где в спринте стал 112-м из 123-х финишировавших участников.
В 2002 году стал первым хорватским биатлонистом, принявшим участие в Олимпийских играх. В индивидуальной гонке, допустив 6 промахов на огневых рубежах, он занял 83-е место, ставшее лучшим в его карьере, а в спринте финишировал 84-м, опередив грека Ставроса Христофоридиса и чилийца Карлоса Вараса.
В Кубке Европы впервые стартовал в сезоне 2002/2003. Лучший результат — 53-е место, занятое в спринте на этапе в австрийском Розенау в 2002 году. После сезона 2003/2004 закончил свою международную карьеру. Во внутренних соревнованиях выступал за TSK Čavle. Работает директором сборной Хорватии по биатлону.

### Участие в Олимпийских играх
| Год  | Место проведения | Инд | Спр | Прс | Эст |
| 2002 | Солт-Лейк-Сити   | 83  | 84  | —   | —   |